# Skočický hrad (hradiště)
Skočický hrad je pravěké hradiště v okrese Strakonice v Jihočeském kraji. Nachází se na vrchu Hrad jihozápadně od Skočic. Hradiště bylo vybudováno ve starší době bronzové, obnoveno v pozdní době halštatské a využíváno bylo také v raném středověku. Terénní stopy opevnění jsou chráněny jako kulturní památka a jsou součástí přírodní rezervace Skočický hrad.

## Historie
Hradiště bylo vybudováno na sklonku starší doby bronzové. Četné nálezy dokládají osídlení v době halštatské, kdy bylo opevnění obnoveno nebo nově vybudováno. Naposledy byla lokalita osídlena v devátém století, ale není jisté, zda Slované pouze využili pravěké valy nebo je opravili. Datování ovšem vychází pouze z nálezů keramiky, které mají charakter povrchových sběrů, a neumožňují přesné určení doby vzniku opevnění. Některé nálezy ze starší doby bronzové naznačují, že na lokalitě probíhala metalurgická a textilní výroba. Doložena je také přítomnost člověka v paleolitu a mezolitu.
Několik keramických artefaktů pochází pravděpodobně ze středního eneolitu a připomíná výrobky západočeské chamské kultury. Pochází z tzv. Šumavské vyhlídky, která svým charakterem odpovídá eneolitickým lokalitám v západních i jižních Čechách, ale povrchová úprava keramiky nalezených střepů se vyskytuje i ve starší době bronzové.

### Výzkum

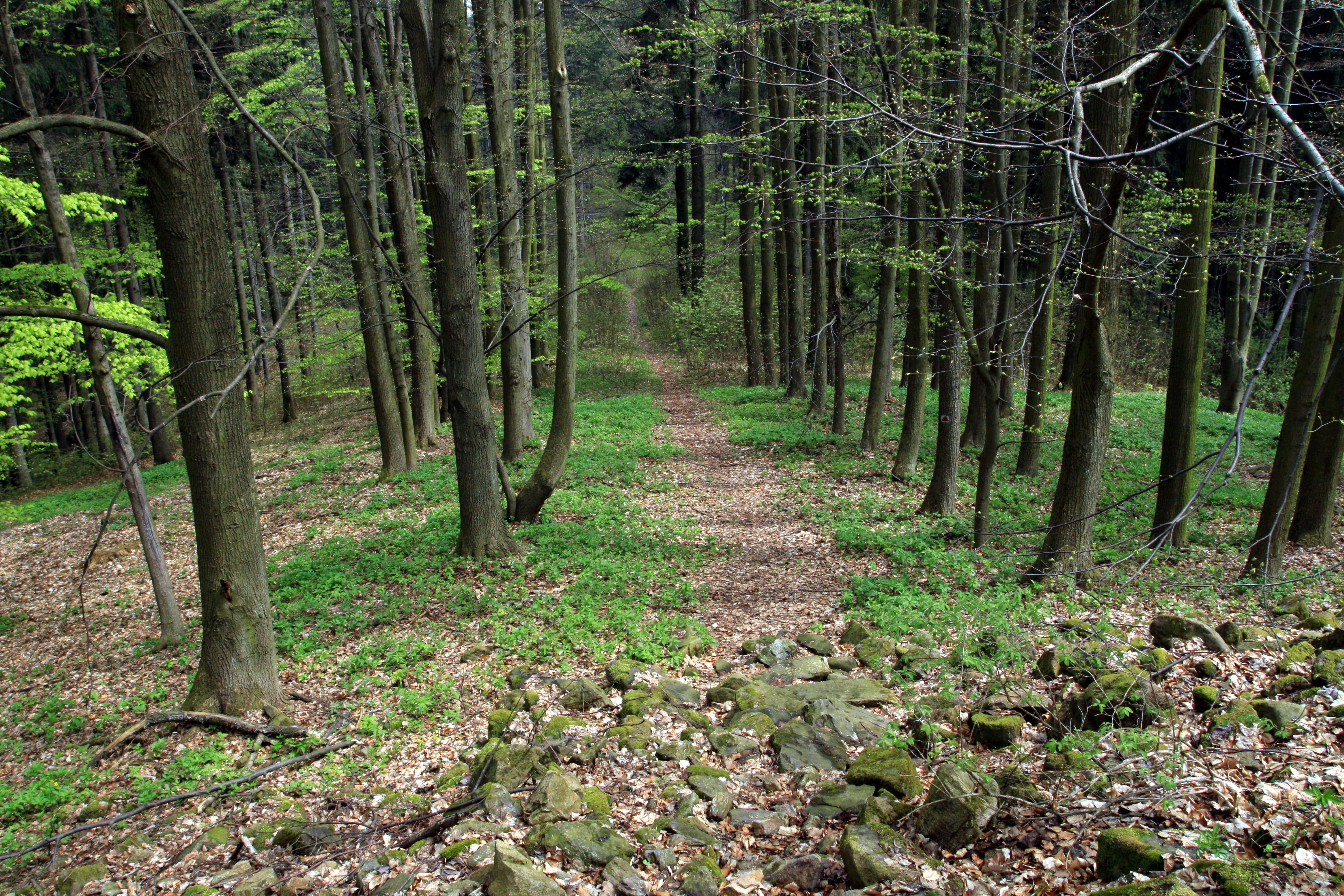
Cesta ke hradišti

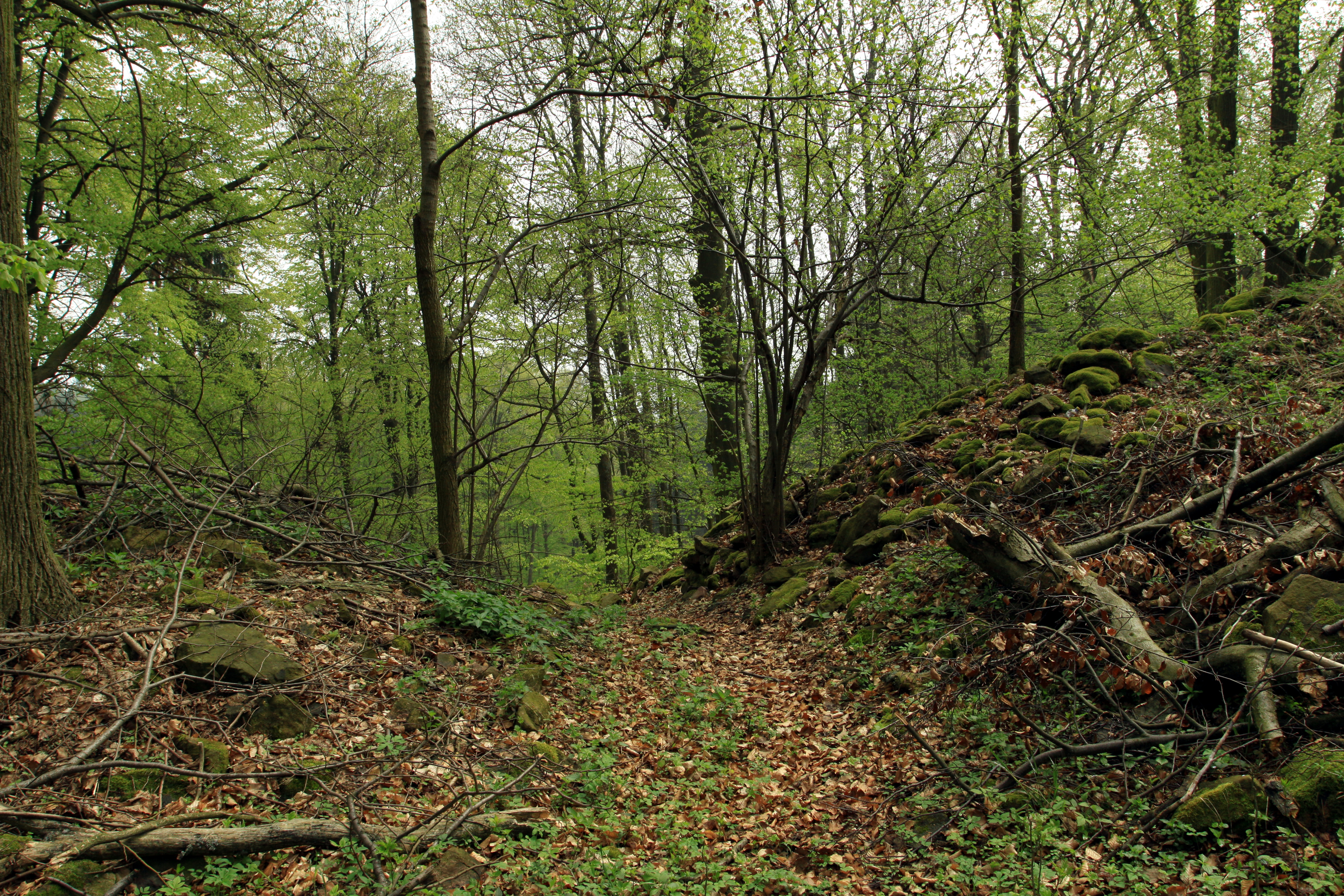
Průchod valem

Lokalitu objevil nejspíše roku 1878 Jan Nepomuk Woldřich, který ji popsal a načrtl první plán hradiště. Ve svém díle ji pod názvem Hrad na Vidici uvedl Josef Ladislav Píč. Podrobnější plán nakreslil Bedřich Dubský, který také rozpoznal dělení hradiště na předhradí a vyvýšenou akropoli. Na základě keramiky nalezené při výzkumu zemnice hradiště datoval do mladší až pozdní doby bronzové a do doby halštatské. Další výzkumy prováděli v první polovině dvacátého století učitel František Sobotka a Josef Maličký. Teprve Jan Michálek a Jiří Fröhlich nejstarší artefakty datovali do starší doby bronzové. Rozsáhlý výzkum na hradišti vedl v letech 1963–1974 archeolog Lumír Poláček z Jihočeského muzea, ale většina dokumentace se nedochovala. Na konci dvacátého století bylo hradiště narušeno nelegálními aktivitami detektorářů. V letech 2008–2009 proběhl odborný detektorový průzkum a zaměření lokality.

### Archeologické nálezy
Kromě velkého množství keramických střepů z hradiště pochází řada kovových artefaktů, převážně z raného středověku. K zajímavým nálezům patří litý bronzový kroužek zdobený jemným rýhováním a hrozníčkem tří kuliček. Patrně sloužil jako závěsek. Nalezen byl také zlomek ramene železných pérových nůžek, železný hrot šípu s tulejí, železná ostruha s hrotem a rameny ve tvaru písmene U nebo fragmenty železného srpu.

## Stavební podoba
Jádrem hradiště byla akropole na skalní plošině s rozměry asi 50 × 20 metrů. Na většině obvodu jí poskytovaly ochranu strmé svahy, a umělé opevnění se proto nacházelo jen na východní straně. Tvořil je kamenný val, který na severu plynule přechází do valu předhradí. Předhradí má půdorys nepravidelného oválu s rozměry přibližně 80 × 100 metrů. Oproti akropoli leží asi o pět metrů níže. Původní hradbu tvořila zeď z nasucho kladených kamenů, v základu široká maximálně čtyři metry. Na vnitřní straně ji zpevňoval hlinitý násep. Původní vstup se ve hradbě dochoval pod akropolí na východní straně. Má podobu ulicovité brány o celkové délce 24 metrů a největší šířce 2,5 metru. Severní průchod valem je pravděpodobně novodobý. Součástí hradiště je menší skalnatá plošina (asi 500 m²) označovaná jako Šumavská vyhlídka. Celková rozloha hradiště je přibližně 1,1 hektaru.